# Đorđe Dimitrijević
Đorđe Dimitrijević (13 febbraio 1997) è un giocatore di football americano serbo, che gioca nel ruolo di safety per i Kragujevac Wild Boars.